# Zar

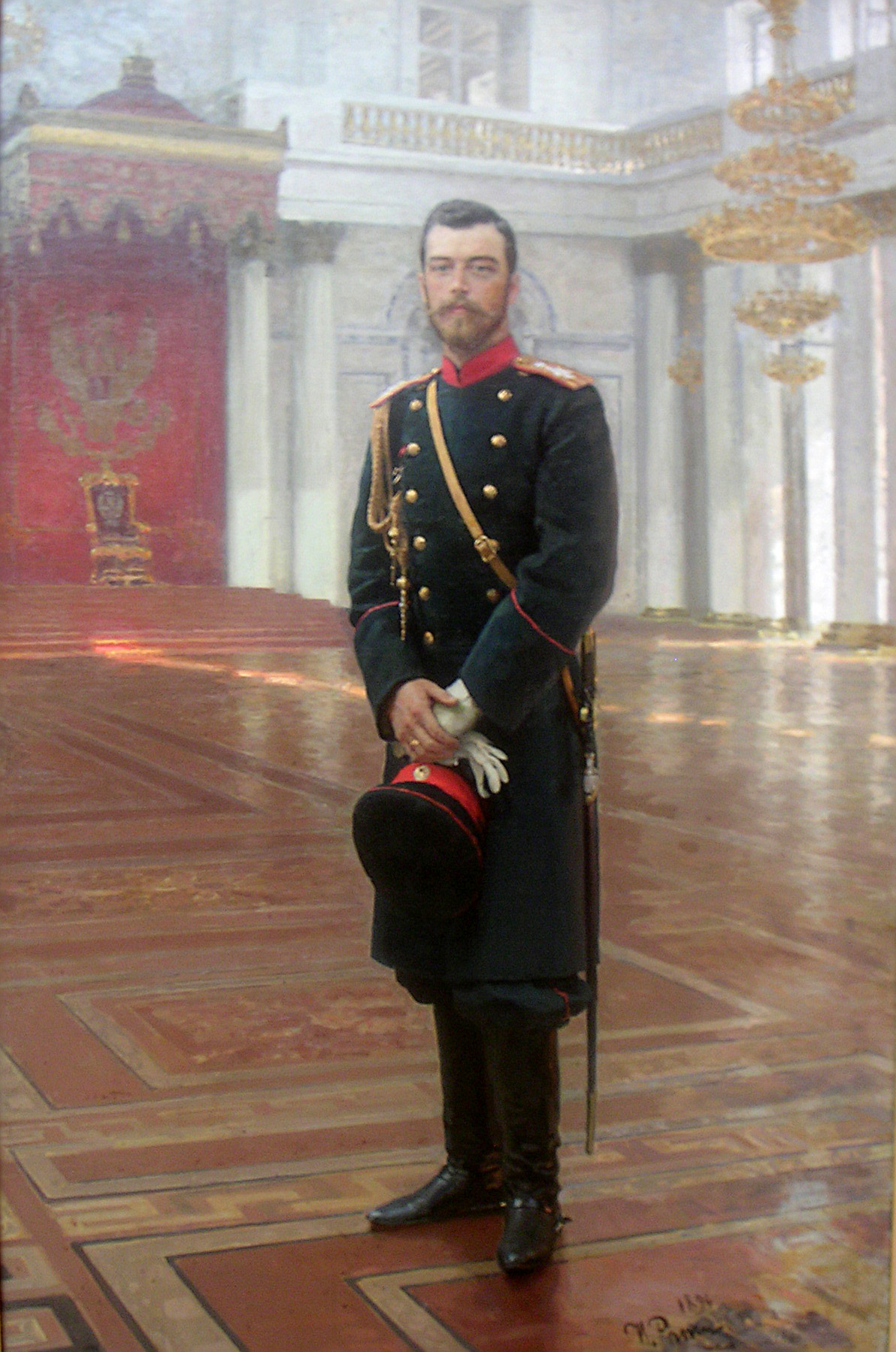
Nicola II, ultimo zar di Russia

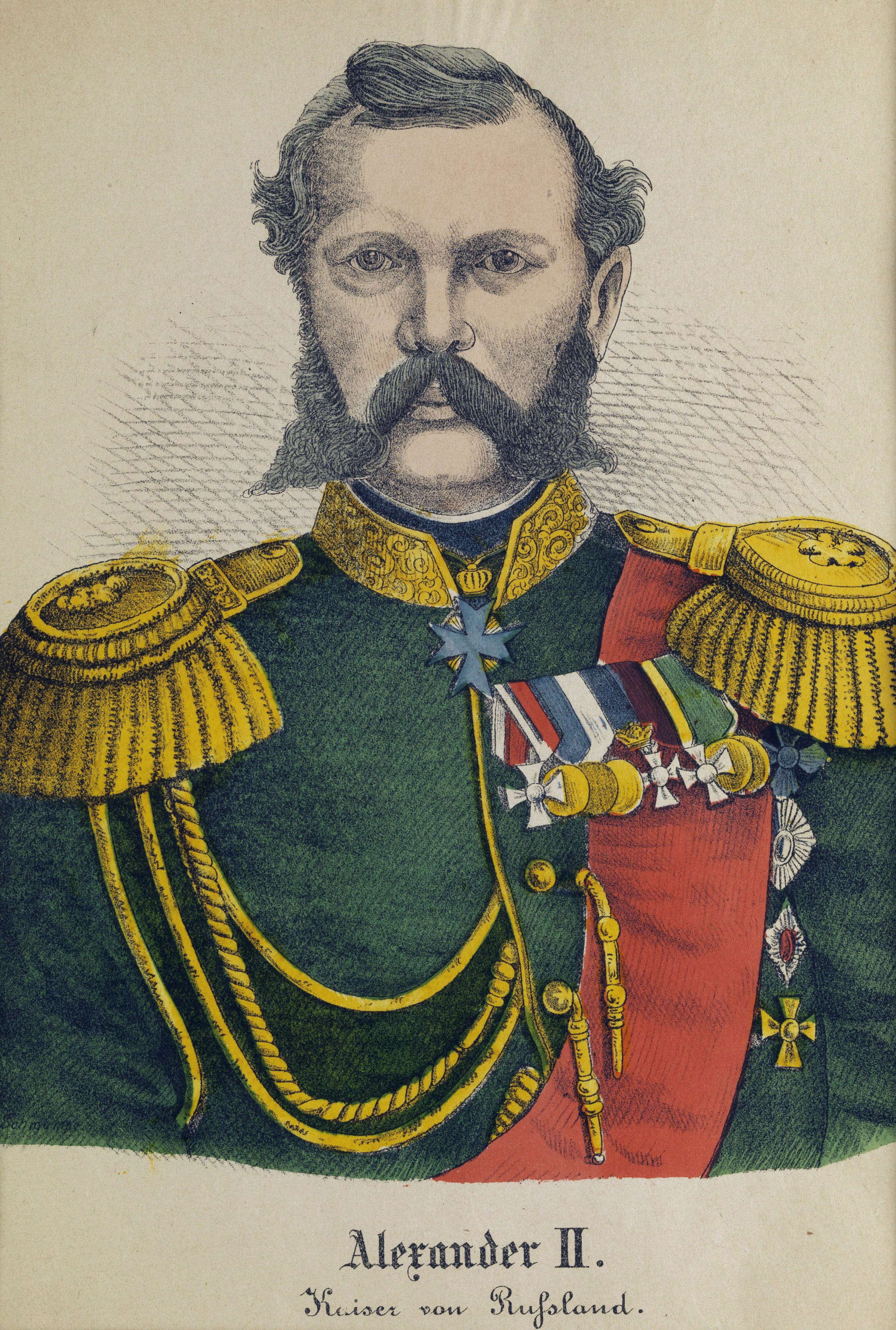
Ritratto dello zar Alessandro II

Zar, a volte scritto come czar o tzar o zair, ma anche tsar (in russo царь?, car', ; in bulgaro цар, car; dal latino Caesar, poi C'zar, infine zar), è un titolo usato per designare i monarchi slavi orientali e meridionali dell'Europa orientale, nato a partire dai monarchi bulgari del Primo Impero Bulgaro dal X secolo in poi e divenuto successivamente popolare coi sovrani dell'Impero russo dal 1547 al 1917. Il termine deriva dalla parola latina caesar, inteso come "imperatore" nel senso medievale europeo del termine: un sovrano con lo stesso rango di un imperatore romano, che lo deteneva con l'approvazione di un altro imperatore o di un supremo ecclesiastico (il Papa o il Patriarca Ecumenico).
Il primo regnante ad adottare ufficialmente il titolo fu il sovrano bulgaro Simeone I il Grande (893-927), che ottenne il titolo dal patriarca Nicola I Mistico durante la guerra bulgaro-bizantina del 913-927. Il primo sovrano russo ad adottare ufficialmente il titolo fu invece Ivan IV il Terribile (1547-1584), come simbolo del cambiamento della natura della monarchia russa; fino a quel momento il titolo era quello di principe di Moscovia. Nel 1721 Pietro I il Grande adottò il titolo di imperatore con cui lui ed i suoi discendenti sono conosciuti e che era considerato interscambiabile con il termine zar. Lo zar era imperatore di tutte le Russie: Grande, Piccola e Bianca.
La fine degli zar russi avviene nel 1917 a causa della rivoluzione russa che portò la fine anche della monarchia e la nascita della repubblica, la quale verrà instaurata nel nuovo governo, la Repubblica Socialista Federativa Sovietica Russa, creata dagli artefici della rivoluzione, i bolscevichi guidati da Lenin. L'ultimo zar fu Nicola II di Russia. Con la sua abdicazione e l'abolizione della monarchia nel marzo 1917, dopo la Rivoluzione di Febbraio (che era la fase iniziale della rivoluzione russa), vennero instaurati due governi: il Governo provvisorio russo e il Soviet di Pietrogrado dei bolscevichi; quest'ultimi riuscirono ad effettuare un colpo di Stato nel Governo provvisorio russo, facendolo fallire, e la Russia divenne dei bolscevichi. Nicola II di Russia venne assassinato dai bolscevichi insieme alla sua famiglia il 17 luglio 1918.
Nelle lingue slave spesso è stato usato il termine zar per tradurre la parola imperatore; per esempio il titolo di imperatore del Giappone veniva tradotto come zar del Giappone. Il termine è stato usato anche in altri stati come la Serbia e la Croazia.

## Titolatura completa
La titolatura completa degli zar di Russia iniziava con: Per grazia di Dio, Imperatore e Autocrate di tutte le Russie, in russo Божию Милостию, Император и Самодержец? Всероссийский [Božiju Milostiju, Imperator i Samoderžec Vserossijskij], seguiva poi una lista delle terre governate.
Ad esempio, l'articolo 59 della Costituzione russa del 23 aprile 1906 prescriveva che il titolo completo della Sua Maestà Imperiale fosse il seguente:
Per grazia di Dio, Noi ------- imperatore e autocrate di tutte le Russie
di Mosca, Kiev, Vladimir, Novgorod,
zar di Kazan', Zar di Astrachan', Zar di Polonia, Zar di Siberia, Zar del Chersoneso Taurico, Zar di Georgia,
signore di Pskov e
granduca di Finlandia, Smolensk, Lituania, Volinia, e Podolia;
principe di Estonia, Livonia, Curlandia e Semigallia, Samogitia, Belostok, Carelia,
Tver', Jugra, Perm', Kirov, Bulgaria e altri territori;
signore e granduca di Novgorod, Černigov; sovrano di Rjazan', Polotsk,
Rostov, Jaroslavl', Bielozero, Udoria, Obdorsk, Kondia, Vicebsk, Mstilav e
di tutti i territori del nord; e
sovrano di Iveria, Cartalia e delle terre di Cabardinia e dei territori Armeni;
sovrano ereditario e Signore della Circassia e principe delle montagne e altro;
signore del Turkestan,
erede di Norvegia,
duca di Schleswig-Holstein, Stormarn, Ditmarsch, Oldenburg e così via, così via, così via.
con l'alfabeto cirillico allora in uso:
Божію Поспѣшествующею Милостію МЫ, ------- ИМПЕРАТОРЪ и САМОДЕРЖЕЦЪ ВСЕРОССІЙСКІЙ
Московскій, Кіевскій, Владимірскій, Новгородскій,
Царь Казанскій, Царь Астраханскій, Царь Польскій, Царь Сибирскій, Царь Херсонеса Таврическаго, Царь Грузинскій,
Государь Псковскій, и
Великій Князь Смоленскій, Литовскій, Волынскій, Подольскій и Финляндскій;
Князь Эстляндскій, Лифляндскій, Курляндскій и Семигальскій, Самогитскій, Бѣлостокский, Корельскій,
Тверскій, Югорскій, Пермскій, Вятскій, Болгарскій и иныхъ;
Государь и Великій Князь Новагорода низовскія земли, Черниговскій, Рязанскій, Полотскій,
Ростовскій, Ярославскій, Бѣлозерскій, Удорскій, Обдорскій, Кондійскій, Витебскій, Мстиславскій и
всея Сѣверныя страны Повелитель; и
Государь Иверскія, Карталинскія и Кабардинскія земли и области Арменскія;
Черкасскихъ и Горскихъ Князей и иныхъ Наслѣдный Государь и Обладатель;
Государь Туркестанскій;
Наслѣдникъ Норвежскій,
Герцогъ Шлезвигъ-Голстинскій, Стормарнскій, Дитмарсенскій и Ольденбургскій, и прочая, и прочая, и прочая.

## Etimologia
La parola Zar deriva dal titolo latino Caesar, attraverso l'antico slavo cĕsarĭ (цѣсарь). La contrazione della parola deriva dall'abitudine di abbreviare i titoli nei manoscritti ecclesiastici in antico slavo. Durante il fascismo, in Italia il termine zar veniva sostituito dal termine "Cesare".
Anche il termine tedesco Kaiser (adottato come titolo imperiale nel Sacro Romano Impero, nell'Impero germanico e in quello Austriaco e successivamente austro-ungarico) derivano da Caesar, così come il titolo imperiale Romano d'Oriente, dal quale il titolo russo prende ispirazione, era Kaisar Augustos kai Basileus kai Autokrator ton Rhomaion.

## Titolatura della famiglia imperiale
- Carica o Tsaritsa, Царица, (in italiano trasformato in zarina) era il termine utilizzato per la consorte dello zar.
- Cesarevič o Tsesarevič, Цесаревич, (letteralmente figlio dello zar) era usato per primogenito maschio. Il titolo completo era Naslednik Cesarevič (erede dello zar), in modo informale veniva abbreviato in Nadlednik (Erede). Poteva indicare anche un figlio che non essendo erede al trono aveva formalmente il titolo di Velikij Knjaz (granduca). In seguito il termine fu anche utilizzato per i nipoti (solo per linea maschile).
- Zarevic o Tsarevič , Царевич, era il termine per un figlio maschio.
- Zarevna o Tsarevna , Царевна, era il termine utilizzato per indicare la figlia di uno zar o di una zarina.
- Cesarevna o Tsesarevna, Цесаревна, era il termine per indicare la nuora dello zar, la moglie dell'erede (Cesarevič).